# Master of Architecture
Master of Architecture (afkorting: MArch, Latijn: Magister Architecturae) is een hbo-master in het kader van het Bachelor-Masterstelsel. De internationaal herkenbare graad geeft aan dat iemand een wettelijk erkende opleiding heeft afgerond aan een Academie van Bouwkunst (hogeschool) die directe inschrijving in het Architectenregister mogelijk maakt. Tegenwoordig krijgen afgestudeerden aan zowel de Academie van Bouwkunst als de Technische Universiteit de titel Master of Science (afkorting: MSc). Afgestudeerden aan een Academie van Bouwkunst kunnen zich met het getuigschrift direct inschrijven in het Architectenregister en daarmee de titel architect voeren. Sinds 2015 moeten afgestudeerden aan een Technische Universiteit, volgens de Wet op de Architectentitel, verplicht een Beroepservaringperiode (BEP) doorlopen van ten minste twee jaar alvorens zich architect te mogen noemen.